# جورج إي. دي سيلفا
جورج إي. دي سيلفا هو محامي وسياسي سريلانكي، ولد في 1879 في سريلانكا في الإمبراطورية الهولندية، وتوفي بنفس المكان في 1950. نشط حزبياً في الحزب الوطني المتحد. وقد انتخب عضو برلمان سريلانكا ‏.